# Астраханський державний музичний театр
Астраханський державний музичний театр — один з найстаріших театрів Астрахані. Прийнято вважати, що його історія йде від заснування у квітні 1899 року літнього театру.

## Історія театру
Перша будівля театру була побудована з дерева за проектом архітектора А. С. Малаховського в 1899 році. На сцені театру в різний час виступали: Шаляпін, Собінов, Нежданова, Савіна. 13 листопада 1976 року дерев'яна будівля театру згоріла. 4 травня 1996 року театр відкрився в новому будинку. 

## Репертуар
У театрі поставлені наступні вистави: «Ріголетто» і «Травіата» Дж. Верді, «Борис Годунов» Мусоргського, «Тоска» Пуччіні, «Циган» Клиничева. В репертуарі балетної трупи — «Єгипетські ночі», «Шопеніана», «Жізель», «Лускунчик».